# Дебу, Лев Львович
Дебу, Лев Львович  (фр. Louis de Desbout, 1746—1814) — врач. Родился во Франции, в городе Фонтенбло; приобрел известность своими многочисленными трудами по физиологии, медицине и особенно хирургии. К этому времени относятся его: «Corso di fisiologia, pateologia e terapeutica générale» (1767); «Disertatione sopra la superfetazione» (1774); «Trattato di chirurgia» (1776); «Corso d’anatomia»; «Disertazione sopra l’arte di semplificare e abreviare le cure chirurgicali» (изд. на фр. яз. с прибавлениями в 1806 г.); «Raggionamenti fisici sopra l’effeto della musica nelle malattie nervose» (1780) и др. Его человеколюбие, заботы об учреждении благотворительных заведений, открытти больниц, школ доставили ему всеобщую любовь, особенно среди бедного населения.

## Биография
В 1781 году Дебу вступил на русскую службу по адмиралтейству. Большие заслуги принадлежат ему по устройству морских лазаретов и вообще по массе полезных нововведений, внесенных им в медицинское дело в России. Он первый начал прививать в России коровью оспу и открыл целебные свойства разных растений русской флоры. Его квартира в Петербурге была как бы докторским клубом, куда собирались врачи для обсуждения разных способов лечения и др. вопросов медицины. Он умер медицинским инспектором Свеаборгского порта, оставив по себе память сведущего и человеколюбивого врача. На гельсингфорском кладбище флотские офицеры поставили ему памятник с надписью: «Transiit bene faciendo».
Из многочисленных его сочинений, написанных в России, из которых многие не напечатаны, назовем: «Delle bevande russe»; «Reflexion sur l’infusion froide du goudron» (СПб.); «Sur la situation, l’air et les eaux de St.-Pétersbourg» (СПб.); «Sur la spina ventosa» (СПб.); «Mémoire sur les hôpitaux en général» (Пар. 1796); «Idées conjecturales sur la vraie cause de l’арорlехіе» (Пар. 1803); «Reflexion sur l’opération et le traitement de l’hydraule»; «Traité de chirurgie» (Пар. 1804). Он писал об эпидемиях, свирепствовавших в его время в Петербурге и Свеаборге, о русских банях и т. п.; весьма интересен оставленный им журнал, веденный с 1797 по 1814 г. и составляющий богатое собрание (в 10 т.) его наблюдений и описаний всех встречавшихся в его практике болезней.